# 廖賡裕
廖賡裕（英語：Liu Kang Yue, Kenneth，1992年11月28日—），香港男子賽艇運動員。

## 簡歷
廖賡裕早年就讀英國約克聖彼得學校（St Peter's School），2011年畢業後入讀愛丁堡大學，修讀應用體育科學。2018年8月，他代表香港參加2018年亞洲運動會賽艇比賽，與周義評、張銘恆、梁俊碩、林新棟、鄧超萌、黃柏恩、黃偉健和袁潤林合作出戰男子輕量級八人艇項目，在決賽以6分14秒46的成績贏得銅牌。